# Chamaemyia polystigma
Chamaemyia polystigma is een vliegensoort uit de familie van de Chamaemyiidae. De wetenschappelijke naam van de soort is voor het eerst geldig gepubliceerd in 1830 door Meigen.